# Séries de divisions de la Ligue nationale de baseball 2017

Logo des Séries de divisions 2017 de la Ligue nationale.

Les Séries de divisions de la Ligue nationale de baseball 2017 sont deux séries éliminatoires jouées dans la Ligue nationale de baseball, l'une des deux composantes des Ligues majeures de baseball. 
Elles sont jouées du vendredi 6 octobre au jeudi 12 octobre 2017. Les Dodgers de Los Angeles remportent trois matchs à zéro la série les opposant aux Diamondbacks de l'Arizona et les Cubs de Chicago éliminent les Nationals de Washington trois matchs à deux. Los Angeles et Chicago se qualifient ainsi pour la Série de championnat 2017 de la Ligue nationale.

## Équipes en présence
Les Séries de divisions se jouent au meilleur de cinq parties et mettent aux prises les champions des trois divisions (Est, Centrale et Ouest) de la Ligue nationale, ainsi qu'un des deux clubs qualifiés comme meilleurs deuxièmes.  
Les participants qualifiés comme champions de divisions sont connus à l'issue de la saison 2017 de la Ligue majeure de baseball, dont la conclusion est prévue pour le 1er octobre, et le quatrième participant est connu après la tenue du match de meilleur deuxième opposant le 4 octobre 2017 les deux clubs de la Ligue nationale qualifiés sans avoir terminé au premier rang de leur division.
Dans chaque Série de divisions, l'équipe ayant conservé la meilleure fiche victoires-défaites en saison régulière a l'avantage du terrain et reçoit son adversaire lors des deux premiers matchs de la série, ainsi que lors du 5e affrontement, s'il s'avère nécessaire. Les premières équipes à remporter 3 victoires accèdent au tour éliminatoire suivant.

## Diamondbacks de l'Arizona vs Dodgers de Los Angeles

### Calendrier des rencontres
| Match | Date      | Visiteur                  | Hôte                      | Score |
| ----- | --------- | ------------------------- | ------------------------- | ----- |
| 1     | 6 octobre | Diamondbacks de l'Arizona | Dodgers de Los Angeles    | 5 - 9 |
| 2     | 7 octobre | Diamondbacks de l'Arizona | Dodgers de Los Angeles    | 5 - 8 |
| 3     | 9 octobre | Dodgers de Los Angeles    | Diamondbacks de l'Arizona | 3 - 1 |

### Match 1
Vendredi 6 octobre 2017 au Dodger Stadium, Los Angeles, Californie.
| Diamondbacks de l'Arizona | 0 | 0 | 1 | 0 | 0 | 1 | 2 | 0 | 1 | 5 | 8  | 2 |
| Dodgers de Los Angeles | 4 | 0 | 0 | 3 | 0 | 0 | 0 | 2 | X | 9 | 12 | 2 |
| Lanceurs partants : ARI : Taijuan Walker LAD : Clayton Kershaw Vic. : Clayton Kershaw (1-0) Déf. : Taijuan Walker (0-1) HRs : ARI : A. J. Pollock (1), J. D. Martinez (1), Ketel Marté (1), Jeff Mathis (1) LAD : Justin Turner (1) |   |   |   |   |   |   |   |   |   |   |    |   |

Les Dodgers frappent tôt contre le lanceur partant des Diamondbacks, Taijuan Walker, qui accorde 4 points en première manche avant même d'avoir enregistré un premier retrait. Justin Turner sonne la charge dans cette manche avec un coup de circuit de trois points et égale plus tard un record des Dodgers de 5 points produits dans un match éliminatoire, rééditant des performances passées de Davey Lopes et Pedro Guerrero. Arizona est incapable de rattraper Los Angeles malgré 4 circuits d'un point cognés contre l'as lanceur des Dodgers, Clayton Kershaw.

### Match 2
Samedi 7 octobre 2017 au Dodger Stadium, Los Angeles, Californie.
| Diamondbacks de l'Arizona | 2 | 0 | 0 | 0 | 0 | 0 | 3 | 0 | 0 | 5 | 7  | 1 |
| Dodgers de Los Angeles | 0 | 1 | 0 | 2 | 4 | 0 | 1 | 0 | X | 8 | 12 | 0 |
| Lanceurs partants : ARI : Robbie Ray LAD : Rich Hill Vic. : Kenta Maeda (1-0) Déf. : Robbie Ray (0-1) Sauv. : Kenley Jansen (1) HRs : ARI : Paul Goldschmidt (1), Brandon Drury (1) |   |   |   |   |   |   |   |   |   |   |    |   |

Dans leur victoire de 8-5, les Dodgers sont menés par Yasiel Puig et Logan Forsythe, auteurs de 3 coups sûrs chacun, et aidés par un double de deux points d'Austin Barnes. En avance 7-1, Los Angeles résiste à un circuit de 3 points de Brandon Drury des Diamondbacks en 7e manche et protège son avance grâce à un sauvetage de 5 retraits réalisé par Kenley Jansen.

### Match 3
Lundi 9 octobre 2017 au Chase Field, Phoenix, Arizona.
| Dodgers de Los Angeles | 1 | 0 | 0 | 0 | 1 | 1 | 0 | 0 | 0 | 3 | 7 | 0 |
| Diamondbacks de l'Arizona | 0 | 0 | 0 | 0 | 1 | 0 | 0 | 0 | 0 | 1 | 3 | 0 |
| Lanceurs partants : LAD : Yu Darvish ARI : Zack Greinke Vic. : Yu Darvish (1-0) Déf. : Zack Greinke (0-1) Sauv. : Kenley Jansen (2) HRs : LAD : Cody Bellinger (1), Austin Barnes (1) ARI : Daniel Descalso (1) |   |   |   |   |   |   |   |   |   |   |   |   |

Avec 7 retraits sur des prises en 5 manches lancées, le lanceur partant Yu Darvish a le meilleur sur son homologue des Diamondbacks, l'ancien as des Dodgers Zack Greinke. Cody Bellinger est à 22 ans le plus jeune joueur des Dodgers à frapper un coup de circuit en éliminatoires, battant le record établi l'automne précédent par son coéquipier Corey Seager.

## Cubs de Chicago vs Nationals de Washington

### Calendrier des rencontres
| Match | Date       | Visiteur                | Hôte                    | Score |
| ----- | ---------- | ----------------------- | ----------------------- | ----- |
| 1     | 6 octobre  | Cubs de Chicago         | Nationals de Washington | 3 - 0 |
| 2     | 7 octobre  | Cubs de Chicago         | Nationals de Washington | 3 - 6 |
| 3     | 9 octobre  | Nationals de Washington | Cubs de Chicago         | 1 - 2 |
| 4     | 11 octobre | Nationals de Washington | Cubs de Chicago         | 5 - 0 |
| 5     | 12 octobre | Cubs de Chicago         | Nationals de Washington | 9 - 8 |

### Match 1
Vendredi 6 octobre 2017 au Nationals Park, Washington, District de Columbia.
| Cubs de Chicago | 0 | 0 | 0 | 0 | 0 | 2 | 0 | 1 | 0 | 3 | 5 | 1 |
| Nationals de Washington | 0 | 0 | 0 | 0 | 0 | 0 | 0 | 0 | 0 | 0 | 2 | 1 |
| Lanceurs partants : CHC : Kyle Hendricks WAS : Stephen Strasburg Vic. : Kyle Hendricks (1-0) Déf. : Stephen Strasburg (0-1) Sauv. : Wade Davis (1) |   |   |   |   |   |   |   |   |   |   |   |   |

Un duel de lanceurs partants entre Stephen Strasburg des Nationals et Kyle Hendricks des Cubs se termine à l'avantage de ce dernier. Hendricks n'accorde que deux coups sûrs et aucun point en 7 manches lancées. De son côté, Strasburg n'alloue un premier coup sûr qu'après 5 manches et deux tiers lancées et égale un record d'équipe des Nationals avec 10 retraits sur des prises, mais les Cubs, en route vers une victoire de 3-0, marquent deux premiers points non mérités en 6e manche lorsque Anthony Rendon commet pour Washington sa première erreur depuis le 22 juillet précédent, permettant à Javier Báez d'être sauf. Chicago marque ensuite grâce à ses deux premiers coups sûrs, ceux de Kris Bryant et Anthony Rizzo.

### Match 2
Samedi 7 octobre 2017 au Nationals Park, Washington, District de Columbia.
| Cubs de Chicago | 0 | 1 | 0 | 2 | 0 | 0 | 0 | 0 | 0 | 3 | 6 | 0 |
| Nationals de Washington | 1 | 0 | 0 | 0 | 0 | 0 | 0 | 5 | X | 6 | 6 | 0 |
| Lanceurs partants : CHC : Jon Lester WAS : Gio González Vic. : Óliver Pérez (1-0) Déf. : Carl Edwards, Jr. (0-1) Sauv. : Sean Doolittle (1) HRs : CHC : Willson Contreras (1), Anthony Rizzo (1) WAS : Anthony Rendon (1), Bryce Harper (1), Ryan Zimmerman (1) |   |   |   |   |   |   |   |   |   |   |   |   |

Tirant de l'arrière 3-1, les Nationals remportent le match 6-3 grâce à 5 points inscrits en fin de 8e manche sur le circuit de deux points de Bryce Harper aux dépens du lanceur Carl Edwards, Jr., puis le circuit de 3 points de Ryan Zimmerman contre Mike Montgomery.

### Match 3
Lundi 9 octobre 2017 au Wrigley Field, Chicago, Illinois.
| Nationals de Washington | 0 | 0 | 0 | 0 | 0 | 1 | 0 | 0 | 0 | 1 | 3 | 1 |
| Cubs de Chicago | 0 | 0 | 0 | 0 | 0 | 0 | 1 | 1 | X | 2 | 4 | 4 |
| Lanceurs partants : WAS : Max Scherzer CHC : José Quintana Vic. : Carl Edwards, Jr. (1-1) Déf. : Brandon Kintzler (0-1) Sauv. : Wade Davis(2) |   |   |   |   |   |   |   |   |   |   |   |   |

Pour Washington, Max Scherzer amène un match sans coup sûr en 7e manche et n'accorde qu'un coup sûr, celui de Ben Zobrist, en 6 manches et un tiers lancées. Pour Chicago, José Quintana est brillant mais est retiré de la partie après lorsque Daniel Murphy se rend d'une seule course jusqu'au 3e but lors de l'erreur du joueur de champ gauche des Cubs, Kyle Schwarber, en 6e manche ; le successeur de Quintana, Pedro Strop, est immédiatement victime du double de Ryan Zimmerman qui donne aux Nationals une avance de 1-0. À l'instar de celle des Cubs, la relève des Nationals est incapable de poursuivre l'excellente performance du lanceur partant : Chicago crée l'égalité en 7e reprise lorsque Brandon Kintzler remplace Scherzer et, contre le même releveur, prend les devants 2-1 sur le simple en 8e manche d'Anthony Rizzo.

### Match 4

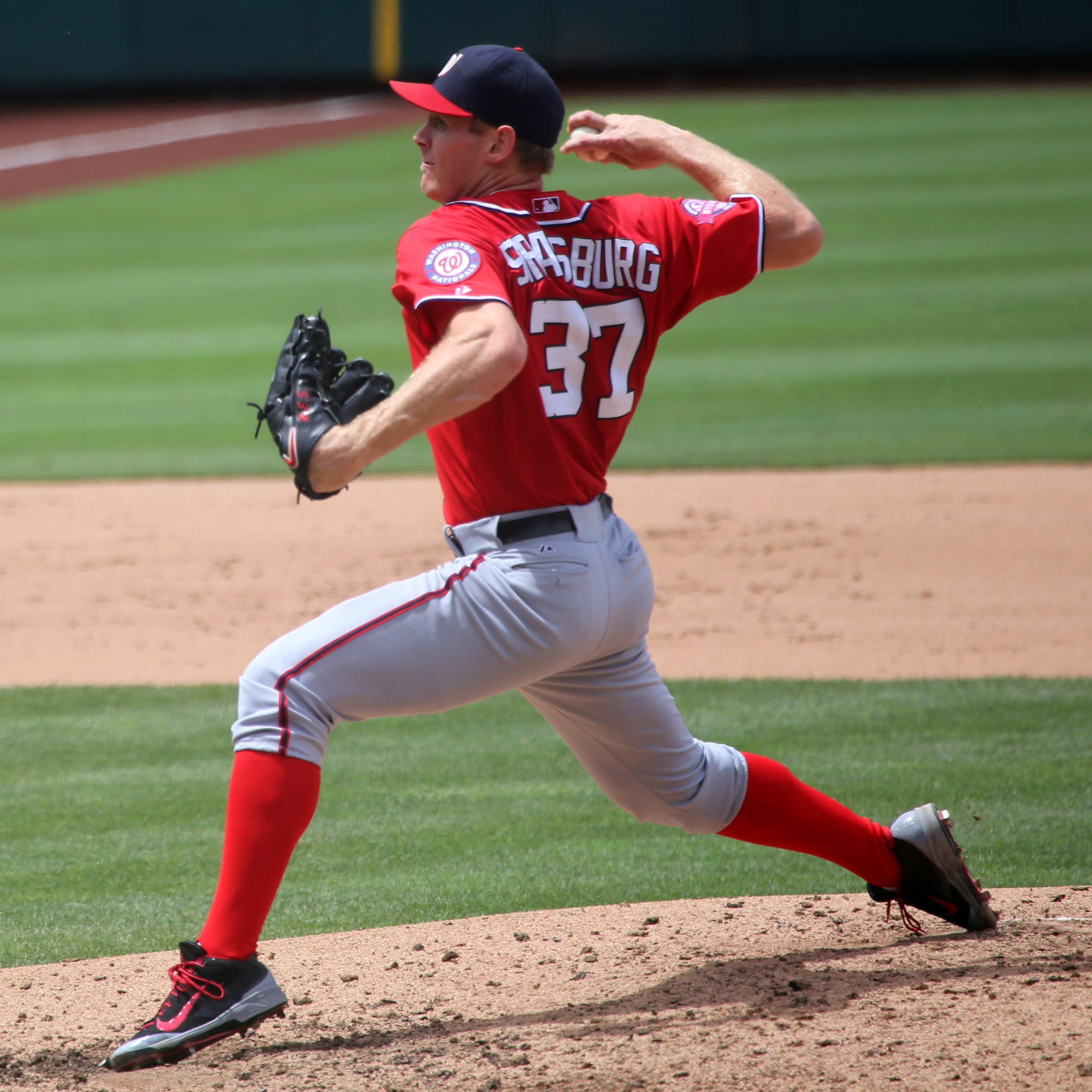
Stephen Strasburg.

Mercredi 11 octobre 2017 au Wrigley Field, Chicago, Illinois.
| Nationals de Washington | 0 | 0 | 1 | 0 | 0 | 0 | 0 | 4 | 0 | 5 | 5 | 1 |
| Cubs de Chicago | 0 | 0 | 0 | 0 | 0 | 0 | 0 | 0 | 0 | 0 | 3 | 2 |
| Lanceurs partants : WAS : Stephen Strasburg CHC : Jake Arrieta Vic. : Stephen Strasburg (1-1) Déf. : Jake Arrieta (0-1) HRs : WAS : Michael Taylor (1) |   |   |   |   |   |   |   |   |   |   |   |   |

Après le report du match, initialement prévu pour le 10 octobre, en raison de la pluie à Chicago, les Nationals annoncent que leur as lanceur Stephen Strasburg est trop malade pour amorcer le 4e match de la série, et que le partant des Nationals sera Tanner Roark. Strasburg se dit finalement assez rétabli pour lancer, et il blanchit les Cubs en 7 manches, amassant 12 retraits sur des prises dans un match où Washington fait face à l'élimination. Les Nationals marquent un seul point non mérité contre le lanceur partant adverse Jake Arrieta, résultat d'une erreur commise en 3e manche par Addison Russell. Washington ajoute 4 points en 8e manche sur le grand chelem de Michael Taylor contre le lanceur de relève Wade Davis.

### Match 5
Jeudi 12 octobre 2017 au Nationals Park, Washington, District de Columbia.
| Cubs de Chicago | 1 | 0 | 2 | 0 | 4 | 1 | 1 | 0 | 0 | 9 | 9  | 0 |
| Nationals de Washington | 0 | 4 | 0 | 0 | 0 | 2 | 1 | 1 | 0 | 8 | 14 | 2 |
| Lanceurs partants : CHC : Kyle Hendricks WAS : Gio González Vic. : Brian Duensing (1-0) Déf. : Max Scherzer (0-1) Sauv. : Wade Davis (3) HRs: WAS : Daniel Murphy (1), Michael Taylor (2) |   |   |   |   |   |   |   |   |   |   |    |   |

Participant aux éliminatoires pour la 4e fois en 6 ans, les Nationals de Washington voient leur saison se terminer de la même façon qu'en 2012, 2014 et 2016 : par une défaite dès la ronde des Séries de divisions. Qui plus est, c'est la 3e fois (après leur série de 2012 contre Saint-Louis et celle de 2016 contre Los Angeles) qu'ils sont éliminés devant leurs partisans à Washington lors du 5e et dernier match de l'affrontement.
Les deux lanceurs partants, Gio González pour Washington et Kyle Hendricks pour Chicago, sont chancelants dès le début de la rencontre et les Nationals mènent 4-3 après leurs départs, résultat d'un circuit d'un point de Daniel Murphy et d'un autre de trois points de Michael Taylor en 2e manche. 

#### Jeux marquants de la5emanche
En début de 5e manche, les Nationals font appel à leur as lanceur partant, Max Scherzer, comme lanceur de relève. Après deux retraits rapides, une série de catastrophes s'abat sur les Nationals,,, et les Cubs, qui envoient 10 frappeurs au bâton dans la manche, émergent de celle-ci avec 4 points marqués et une avance de 7 à 4. Après des simples de Willson Contreras et Ben Zobrist, le double de deux points cogné par Addison Russell procure aux Cubs leur première avance de la rencontre. Après un but sur balles intentionnel à Jason Heyward, Scherzer retire sur des prises le frappeur suivant, Javier Báez, ce qui aurait dû mettre un terme à la manche. Mais le receveur des Nationals, Matt Wieters, ne peut maîtriser le dernier lancer, et Báez parvient à être sauf au premier but sur cette troisième prise non attrapée. 
Wieters décoche vers le premier but un tir superflu pour tenter de devancer Báez, qui est déjà arrivé à destination et que Washington n'a aucune chance de retirer, mais le lancer imprécis du receveur des Nationals aboutit au champ extérieur, et cette combinaison de balle passée et d'erreur permet à Russell de marquer un point. Les Nationals font valoir qu'en complétant son élan sur la troisième prise non attrapée, Báez a involontairement frappé le masque de Wieters avec son bâton de baseball, ce qui aurait pu être jugé comme une interférence de la part du frappeur et immédiatement terminé le jeu (et la manche) sur un retrait, invalidant toutes les actions suivantes, mais les arbitres n'en décident pas ainsi. Quelques instants plus tard, ceux-ci invoqueront une situation d'interférence, mais contre le receveur des Nationals : il apparaît en effet que Wieters a étiré les bras pour capter le lancer de Max Scherzer, commettant de l'obstruction envers le frappeur des Cubs, Tommy La Stella, dont le bâton de baseball touche le gant du receveur à la fin de son élan. La Stella se voit par conséquent accorder automatiquement le premier coussin, ce qui remplit les buts. Avant que les Nationals n'y mettent fin en retirant Kris Bryant, l'étrangeté de cette manche culmine lorsque Jon Jay est atteint par un lancer de Scherzer, poussant un autre coureur au marbre pour un point. 

#### Fin du match
La chance sourit en 6e manche à Addison Russell, qui obtient son 3e point produit du match grâce à un autre double, lorsque son coup au champ gauche semble à la portée de Jayson Werth mais que le voltigeur des Nationals, jouant sans doute son dernier match après 7 saisons à Washington, ne parvient plus à voir, sous la lumière des réflecteurs, la balle frappée en sa direction et ne peut la capter. Washington n'abandonne pas contre une relève qui s'avère chancelante pour Chicago. Un but sur balles soutiré par Werth au lanceur Pedro Strop en fin de 6e manche amène Mike Montgomery au monticule mais celui-ci accorde un but sur balles, commet un mauvais lancer, et accorder un double à Daniel Murphy : l'avance des Cubs est réduite à 8-6. Les deux clubs s'échangent ensuite un point et, avant que le lanceur de relève Wade Davis ne parviennent de peine et de misère à compléter un sauvetage de 7 retraits pour les Cubs, la dernière chance crédible des Nationals d'éviter l'élimination s'éteint en 8e manche. Dans celle-ci, Murphy et Anthony Rendon soutirent des buts sur balles, mais le frappeur suppléant Adam Lind cogne faiblement le premier lancer de Davis pour provoquer un double jeu. Michael Taylor atteint les 4 points produits pour un deuxième match de suite grâce à un simple qui fait marquer Murphy, et José Lobatón enchaîne aussi avec un coup sûr. Mais après un lancer au frappeur suivant des Nationals, le receveur des Cubs, Willson Contreras, décroche un tir rapide au premier but et parvient à retirer Lobatón avant qu'il ne revienne au coussin, mettant fin à la manche.
Cet affrontement de 4 heures et 37 minutes bat le record du plus long match de 9 manches de l'histoire des séries éliminatoires, dépassant de 5 minutes le 5e match de la Série de divisions 2016 entre Washington et Los Angeles.
Après avoir frappé un grand chelem la veille, Michael Taylor des Nationals ajoute dans ce 5e match un circuit de trois points et plus tard un simple bon pour un point, devenant le premier joueur de l'histoire à connaître deux parties consécutives de 4 points produits en séries éliminatoires.